# SB Group US
SB Group US, Inc.はソフトバンクグループの戦略子会社であり、直接もしくはソフトバンクグループ本体を通じ海外投資を手がけている。同社取締役ロナルド・フィッシャーが代表をつとめるソフトバンクキャピタルも同様の取り組みを行っているが、Softbank Capitalがアーリーステージの純投資を手がけているのに対して、SB Group US, Inc.はミドルからレイターステージ以降の大規模な政策投資を中心としており、ソフトバンク副会長であるニケシュ・アローラがCEOを兼務している。
所在地はアメリカ合衆国カリフォルニア州サンカルロス。旧名称はソフトバンク・インターネット・アンド・メディア（英称：SoftBank Internet and Media, Inc.）であった。

## 沿革
- 2014年7月18日 - Googleシニア・バイス・プレジデントであるニケシュ・アローラのソフトバンク経営参画が発表される[1]
- 2014年9月頃 - SoftBank Internet and Media, Inc.設立[2]
- 2014年10月頃 - ニケシュ・アローラをCEOに迎える
- 2014年10月3日 - アメリカレジェンダリー・エンターテインメントへ2億5,000万ドル出資[3]
- 2014年10月14日 - 動画コンテンツ配信サイトドラマフィーバー（英語版）を買収[4]
- 2014年10月22日 - インドネシアのECサイト｢Tokopedia｣運営のPT Tokopediaへセコイア・キャピタルと総額1億ドル出資[5]
- 2014年10月28日 - Softbank Capitalによりインドのタクシー配車アプリ｢OlaCabs｣のANI Technologies Pvt. Ltd.へ既存株主と総額2億1000万ドル出資[6]
- 2014年10月28日 - インドのECサイト｢Snapdeal｣運営のJasper Infotech Private Limitedへ総額6億2700万ドルを出資[7]
- 2014年11月3日 - ラジーブ・ミスラが戦略的ファイナンス責任者に就任[8]
- 2014年12月4日 - シンガポールのタクシー配車アプリ｢グラブタクシー｣のGrabTaxi Holdings Pte Ltd.へ2億5,000万ドル出資[9]
- 2014年12月16日 -インドの不動産サイト｢ハウジングドットコム（英語版）｣運営のLocon Solutions Pvt.Ltd.へ既存株主と合わせて総額9,000万ドル出資[10]
- 2015年1月15日 - 中国のタクシー配車アプリ｢快的打車｣の｢Travice Inc.(クアイディ)｣へアリババグループ、タイガーグローバル（英語版）と総額6億ドル出資[11]
- 2015年5月11日 - ニケシュ・アローラがソフトバンクグループ代表取締役副社長に選定、SoftBank Internet and Media, Inc.からSB Group US, Inc.へ商号変更[12]
- 2015年6月3日 - ソフトバンクグループ本体により韓国のECサイト｢Coupang｣運営のForward Ventures, LLCへ10億ドル出資[13]
- 2015年6月29日 - ディープ・ニシャールをマネージングディレクターとして迎える。[14]
- 2015年7月9日 - SoftBank CapitalによりイギリスのECサイトソリューションのYieldifyへGoogle Venturesと総額1150万ドル出資[15]
- 2015年8月3日 - ソフトバンクグループ本体によりインドのホテル予約サイト運営の｢OYO Rooms｣へセコイア・キャピタルやグリーンオークス・キャピタルと総額1億ドル出資[16]
- 2015年8月3日 - Jasper Infotech Private Limitedへ阿里巴巴集団や鴻海精密工学らと5億ドル追加出資[17]